# Globba siamensis
Globba siamensis là một loài thực vật có hoa trong họ Gừng. Loài này được (Hemsl.) Hemsl. mô tả khoa học đầu tiên năm 1895.